# Rick Heinrichs
Rick Heinrichs (ur. 1954 w San Rafael) – amerykański scenograf filmowy.
Po ukończeniu studiów na California Institute of the Arts, zatrudnił się w wytwórni Disney, gdzie poznał reżysera Tima Burtona. Od tamtej pory należy do grona jego stałych współpracowników.
Laureat Oscara za najlepszą scenografię do filmu Jeździec bez głowy (1999) w reżyserii Burtona. Był także nominowany do tej nagrody za scenografię do filmów Lemony Snicket: Seria niefortunnych zdarzeń (2004) Brada Silberlinga i Piraci z Karaibów: Skrzynia umarlaka (2006) Gore'a Verbinskiego.